# Минербе
Минербе (итал. Minerbe) је насеље у Италији у округу Верона, региону Венето.
Према процени из 2011. у насељу је живело 4112 становника. Насеље се налази на надморској висини од 16 м.

## Становништво
Према резултатима пописа становништва 2011. у општини је живело 4.667 становника.
| 1951. | 1961. | 1971. | 1981. | 1991. | 2001. | 2011. |
| ----- | ----- | ----- | ----- | ----- | ----- | ----- |
| 5.268 | 4.446 | 4.595 | 4.625 | 4.618 | 4.588 | 4.667 |

## Партнерски градови
- Швабенхајм ан дер Зелц